# Karo (popolo del Brasile)
I Karo (o anche Arara di Rondonia) sono un gruppo etnico del Brasile che ha una popolazione stimata in circa 200 individui. Parlano la lingua Karo (codice ISO 639: ARR) e sono principalmente di fede animista.
Vivono negli stati brasiliani di Rondônia e Mato Grosso. Differenti dagli Arará.
Denominazioni alternative: Itogapúk, Itogapuc, Ntogapig, Ntogapid, Ramarama, Itanga, Arara-Karo, Uruku, Arára do Jiparaná, Arára.